# Koledari

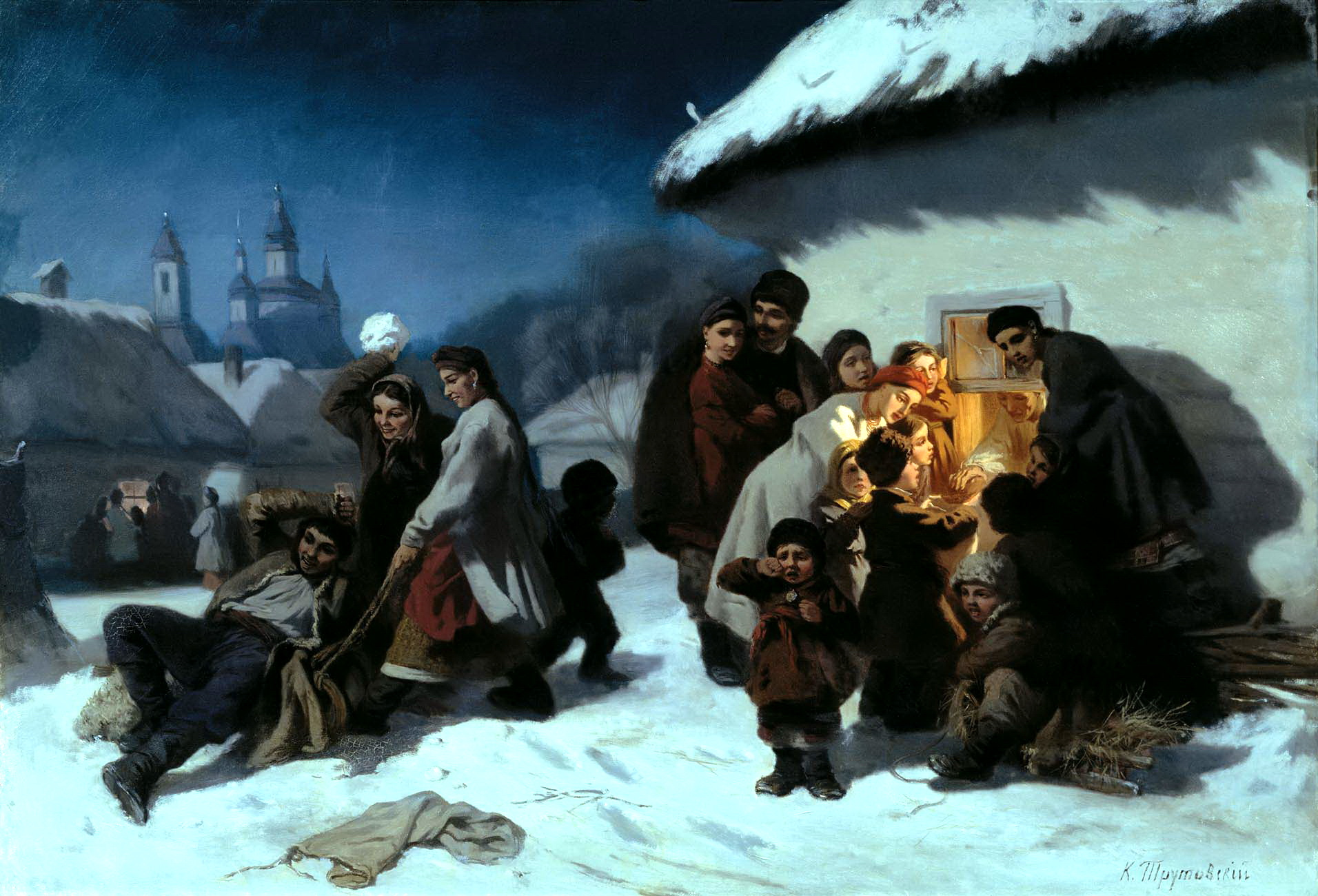
K. Trutovsky. Koljadka in der Ukraine. 1864

Koledari (bulgarisch Коледари) sind slawische Weihnachtssänger (altbulgarisch колѧда/kolęda, „Winterfest“). Das als Koledovanie (bulgarisch Коледуване, polnisch Kolędowanie, slowenisch Koledovanje, serbisch-kyrillisch koleda, russisch Колядование, ukrainisch Колядування) bezeichnete Weihnachtssingen ist ein weit verbreiteter Brauch in Bulgarien, Serbien, Russland, der Ukraine, Belarus, der Tschechischen Republik, der Slowakei und Polen. Der Weihnachtsfeiertag, der schon vor der Einführung des Christentums als Geburtstag der Sonne gefeiert wurde, ist besonders in den ländlichen Regionen Bulgariens ein großes musikalisches Ereignis.

## Brauchtum in Bulgarien

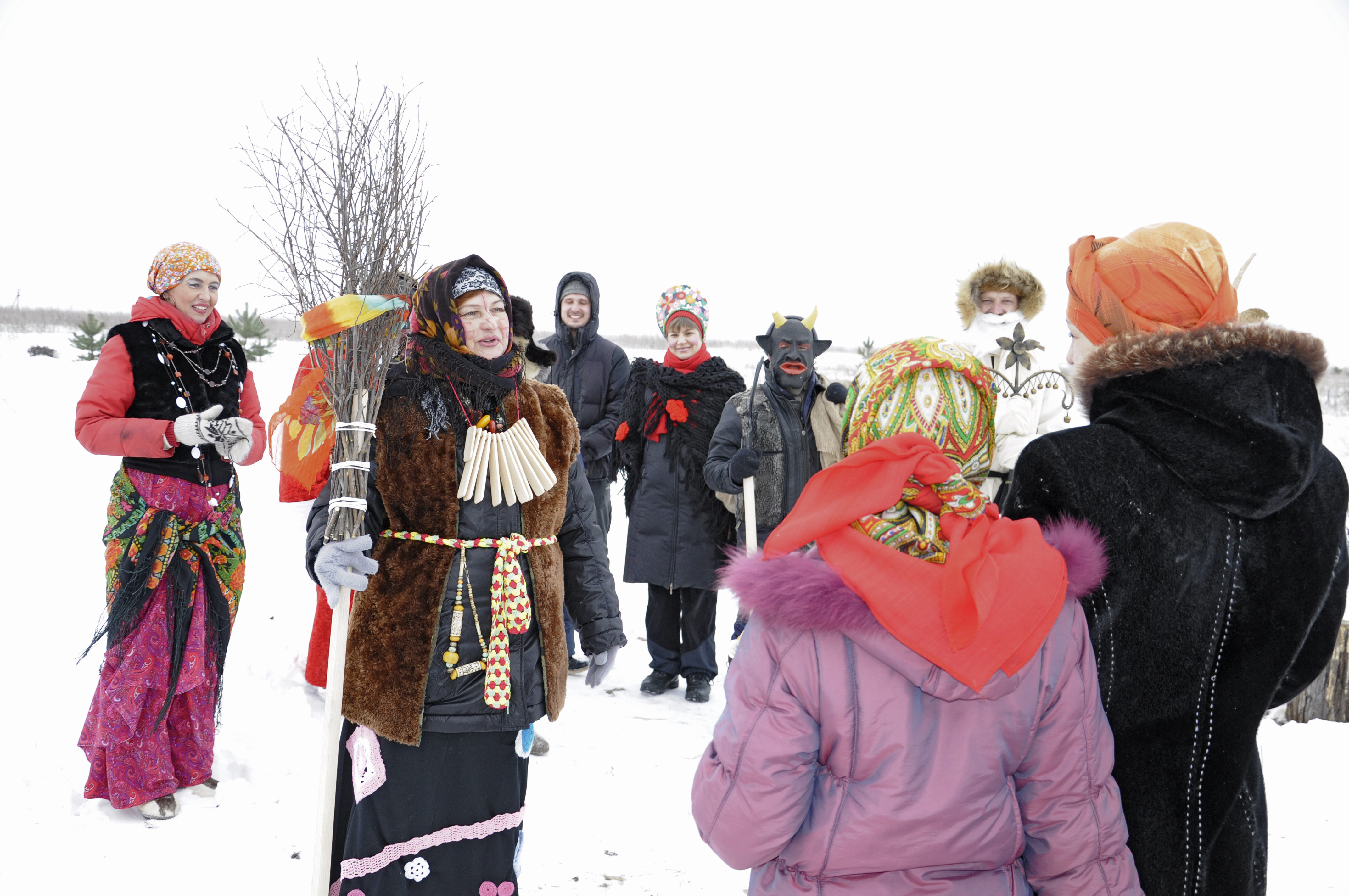
Weihnachtssingen in der Oblast Belgorod, Russland. Dezember 2012

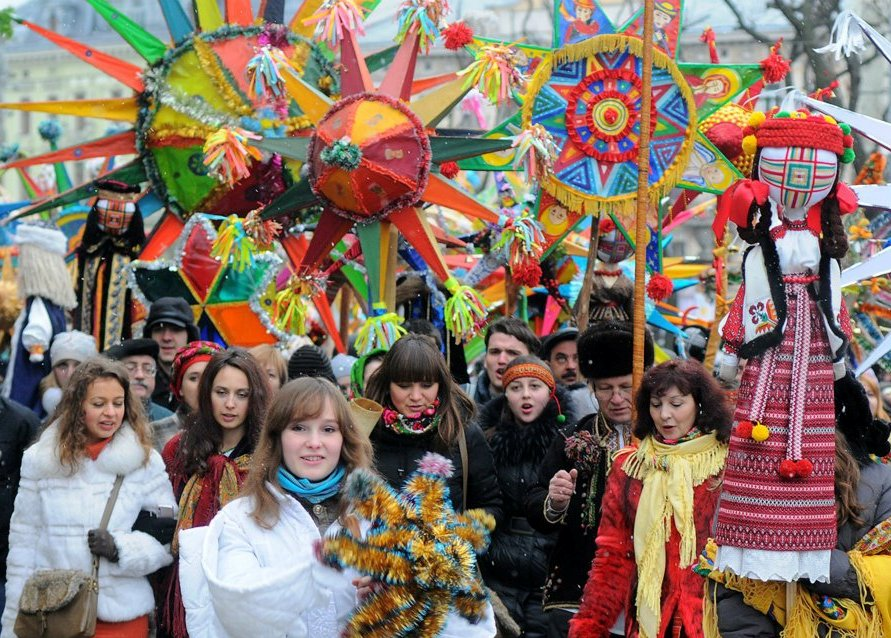
Weihnachtssingen in Lwiw, Ukraine

Ein bis zwei Monate vor dem Weihnachtstag kommen junge Männer zusammen, ordnen sich zu Gruppen und üben die Weihnachtslieder, die von ihren Vorvätern überliefert wurden. Nicht jeder kann ein Koledar (= Weihnachtssänger) sein. Dazu sind musikalische Begabung und eine klangvolle, starke Stimme erforderlich. Nach anderen Angaben beginnen die Gruppen erst am 20. Dezember (Ignaschden – bulg. Игнажден) mit ihren Proben.
Das bulgarische Weihnachten, Koleda oder Roschdestwo Christowo, findet am 25. Dezember statt. Das Fest markiert das Ende einer am 15. November beginnenden Fastenzeit der orthodoxen Kirche. Die Weihnachtslieder werden hauptsächlich an Heiligabend gesungen. Traditionell singen sie ab Mitternacht bis Sonnenaufgang des ersten Weihnachtstages. Die Weihnachtssänger ziehen dabei als Gruppe von bis zu 19 jungen Männern, überwiegend Junggesellen, von Haus zu Haus. Angeführt werden sie von einem aus der Gruppe gewählten Anführer, der Stanenik (bulg. станеник) oder Tschetnik четник genannt wird. Meist ist das ein etwas älteren Mann, der verheiratet ist und erfahren im Singen der Weihnachtslieder ist. Gekleidet sind die Koledari in der Feiertagsversion der örtlich üblichen Nationaltracht. Wichtigstes Erkennungszeichen ist der Umhang (der gegen die Kälte schützt) und der große Stock (bulg. koledárki), der beim Gang durch den Schnee hilft und Schutz vor Hunden bietet.
Die Gruppen beschränken sich meist auf die Häuser ihres Viertels. Häuser, in denen getrauert wird, werden jedoch nicht besucht. Vor den einzelnen Häusern und auf dem Weg zum nächsten Haus singen sie ihre Lieder.
Ihrer hauptsächlichen Bestimmung nach lassen sich die Weihnachtslieder in mehrere Gruppen unterteilen: Es gibt unter anderem
- Lieder für unterwegs, ehe das Haus erreicht ist, wo gesungen werden soll,
- Lieder, die beim Eintritt in das Haus vorgetragen werden,
- Lieder für das Haus,
- Lieder für die einzelnen Hausbewohner – für den Hausherrn, für die alte Frau, für die jungen Männer, die junge Braut, für die kleinen Mädchen und Jungen, für den Soldaten, für den Geistlichen, für den Schäfer, für den Jäger usw.

Die Koledari wünschen Gesundheit, Glück und Wohlstand für das kommende Jahr und tätscheln den Rücken der Leute mit dekorierten Stöcken aus Kornelkirschen. Mit ihren Liedern sollen sie die bösen Geister verjagen. Die Leute beschenken die Koledari mit Brezeln, Wein oder auch Geld. Für den Transport dieser Geschenke ist ein Gruppenmitglied zuständig, genannt Trochober (bulg. трохобер/Scherfleineinsammler) oder Magare (bulg. магаре/Esel). Er verstaut die Geschenke in einem Doppelsack. Ein weiterer Träger sammelt die Speisen ein, die nicht an Fastentagen gegessen werden dürfen, er heißt Kotka (bulg. котка/Katze) oder Matzka (bulg. мацка/ebenfalls Katze). Nach anderen Angaben haben die „Katzen“ hauptsächlich die Aufgabe, vor dem Eintreffen der Hauptgruppe bereits vor dem nächsten Haus zu Miauen, um die Ankunft der Koledari anzukündigen. Natürlich können nicht alle Lieder an dem Feiertag vorgetragen werden, da das Vorsingen dem Wunsch der Hausbesitzer entsprechend erfolgt. Das Repertoire der Koledari umfasst typischerweise 60 bis 70 unterschiedliche Weihnachtslieder.
Die Weihnachtslieder sind optimistisch und lebensfroh. Ihre Melodien sind festlich, feierlich und die Texte besonders poetisch. Sie werden antiphon ausgeführt, das heißt, die Männer teilen sich in zwei Gruppen, von denen die eine zu singen beginnt, während die zweite zunächst wartet und erst einsetzt, sobald die erste Gruppe das Ende der ersten musikalischen Periode erreicht hat. So kommt eine besondere Art von Zwiegesang (Wechselgesang) zustande.
Ältere Jugendliche werden gewöhnlich unmittelbar vor Weihnachten in den Kreis der Erwachsenen aufgenommen. Sie ziehen erstmals ein besticktes Hemd und die Hosen der Erwachsenen an und schließen sich einer Gruppe der männlichen Weihnachtssänger teil. Fortan können sie am Sonntag und an Feiertagen an den Tänzen der Erwachsenen teilnehmen (Reigentanz Horo) und sich unter den jungen Frauen nach einer Verlobten umsehen.
Von den Koledari sind die Koledartscheta (bulg. коледарчета) zu unterscheiden. Das ist die Verkleinerungsform von Koledari mit dem bestimmten Artikel („Die Weihnachtssängerlein“); hierbei handelt es sich um Kindergruppen, die bereits am frühen Abend von Haus zu Haus ziehen und ebenfalls Weihnachtslieder vorsingen.
Der Brauch ist seit 2013 Namensgeber für den Koledari Knoll, einen Hügel in der Antarktis.

## Brauchtum in anderen Ländern
In Rumänien und Moldawien heißen die Gesangsgruppen Colindat. Sie führen den Brauch in ähnlicher Weise aus; teilweise sind sie kostümiert und mit instrumentaler Begleitung, und gelegentlich haben sie kleine Choreografien einstudiert, und auch sie nehmen Geschenke an. Der Gesang soll Glück bringen, und während sie Lieder für junge Frauen im Haushalt singen, verstärken sie die Fürbitte für eine baldige Heirat, indem ein Sänger mit ihr tanzt. Diese Tradition wurde 2013 in die UNESCO-Liste des immateriellen Kulturerbes der Menschheit aufgenommen.

## Mythologie
In der Weihnachtsnacht erscheinen dem Volksglauben nach besondere Ungeheuer (ein Karakondschul bulg. Караконджул – ein stark behaartes menschenähnliches Wesen mit einem großen Kopf, Hörnern, einem Schwanz, nur einem Auge und nur einem Bein; halb Mensch, halb Pferd), Vampire, böse Geister (Talasam – bulg. Таласъм) und andere übernatürliche Wesen. Im bulgarischen Volksglauben haben die Koledari die Kraft, diese Wesen durch ihren Gesang zu vertreiben. Mit Sonnenaufgang verlieren diese Wesen ihre Kraft und das Weihnachtssingen kann beendet werden.
Die jungen Weihnachtssänger unternehmen eine mythische Reise ins Jenseits, bekämpfen dort die bösen Mächte und kommen heil und glücklich zurück. Ihr vorübergehender „Tod“ und ihre „Auferstehung“ sind ein Symbol für den Übergang von der Kindheit ins Erwachsenenleben.